# Selvioğlu, Uşak
Selvioğlu là một xã thuộc huyện Uşak, tỉnh Uşak, Thổ Nhĩ Kỳ. Dân số thời điểm năm 2010 là 451 người.